# SUSIE
SUSIE (Сьюзи) — Smart Upper Stage for Innovative Exploration — европейский проект многоразового космического корабля, который будет использоваться как автоматизированный грузовой корабль для доставки на орбиту и транспортировки тяжёлых грузов а также выполнения пилотируемых миссий с экипажем до пяти космонавтов.
Запускаться SUSIE будет в качестве верхней ступени ракеты-носителя Ariane 64 а также на ракеты-носителя следующего поколения. Он будет полностью многоразовым и будет возвращаться на Землю для мягкой посадки. После высокоточного повторного входа в атмосферу будет использовано вертикальное реактивное приземление.
SUSIE чрезвычайно гибкая и легко адаптируемая платформа. Внутренний отсек большого объёма (40 м3) может быть использован для выполнения самых различных миссий в космосе. Возможности Сьюзи, включают доставку на орбиту всех видов полезной нагрузки, буксировку, проверку и модернизацию спутников и других полезных нагрузок, а также поставку топлива, продуктов питания и оборудования на космические станции. Он также сможет выполнять смену экипажа и облегчать деятельность человека на орбите. В дальнейшем это позволит строить на орбите крупные объекты инфраструктуры, такие как производственные предприятия, требующие условий микрогравитации, и транспортировать товары. Его эксплуотация поможет уменьшить орбитальный мусор и поможет удалить или вывести с орбиты спутники с истекшим сроком службы.
На обратного пути на Землю на космический корабль может быть загружен груз до 7 тонн.

## Хронология
SUSIE впервые был представлен миру 18 сентября 2022 на Международном Астронавтическом Конгрессе IAC2022, проходившем в Париже с 18 по 22 сентября.

## Галерея

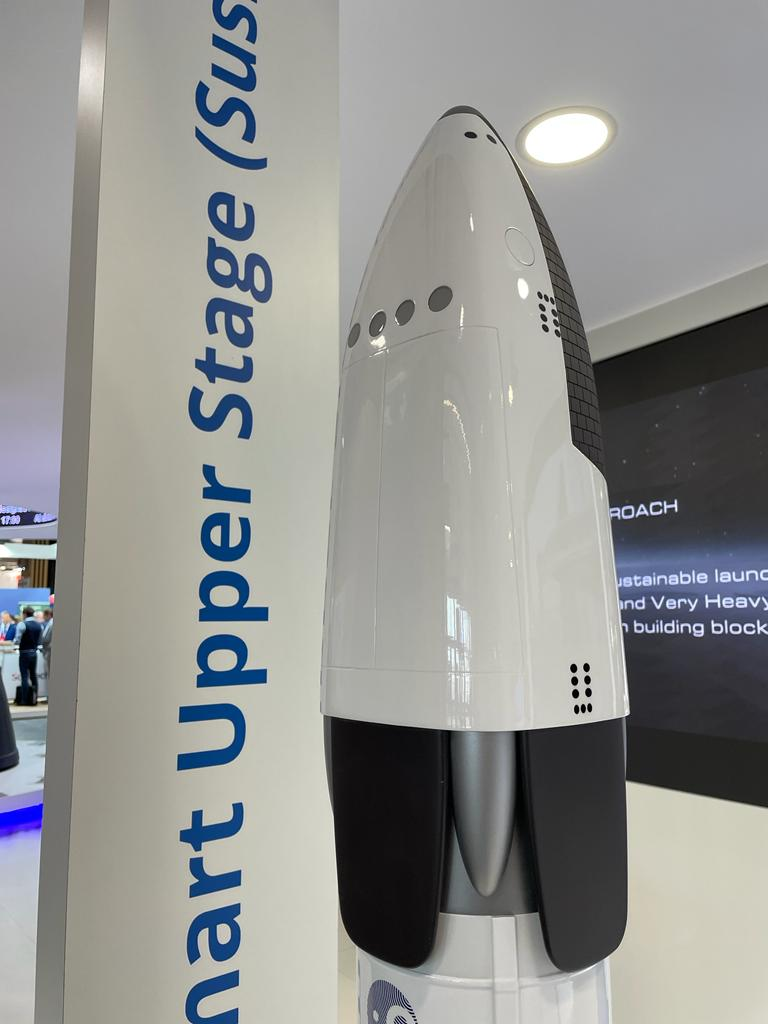
Демонстрационная модель SUSIE на стенде ArianeGroup на Международном астронавтическом конгрессе 2022 г. в Париже.
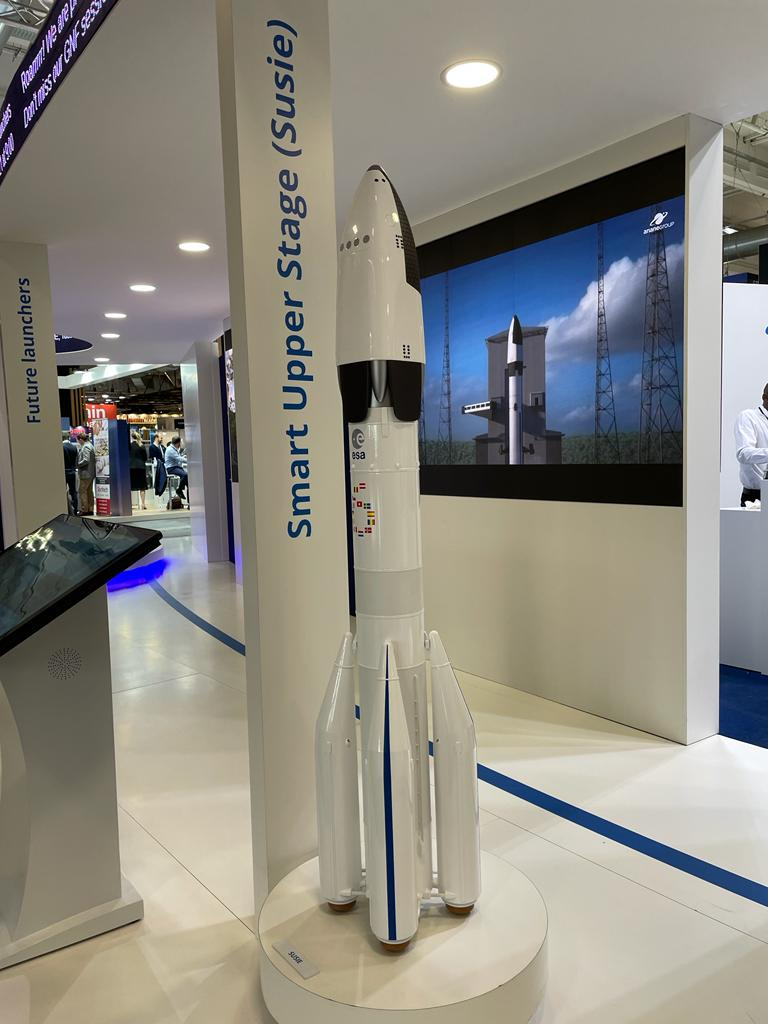
Демонстрационная модель ракеты SUSIE и Ariane 64 на стенде ArianeGroup на Международном астронавтическом конгрессе 2022 года в Париже.
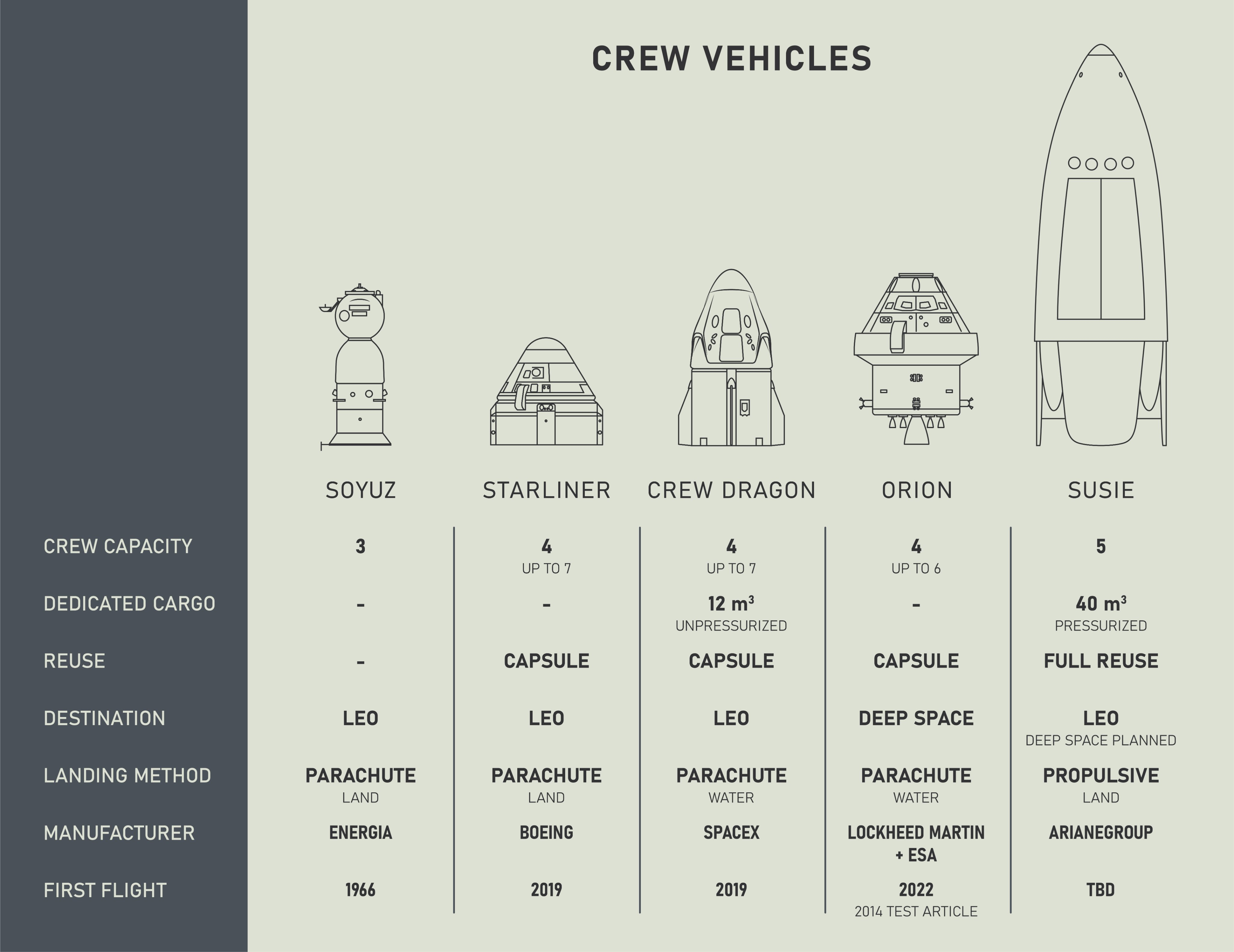
Иллюстрация, сравнивающая размер и основные характеристики экипажей «Союз», «Старлайнер», «Экипаж Дракона», «Орион» и «Сьюзи».